# Madonna de Manchester
La Madonna de Mánchester es una pintura sobre madera realizada hacia el año 1497 por el artista del renacimiento italiano Miguel Ángel y que se encuentra en la National Gallery de Londres.
Están representados en la escena pictórica la Virgen con el Niño junto con san Juan Bautista también niño y dos ángeles a cada lado, una pareja de ángeles se encuentran solo esbozados ya que la pintura quedó inacabada.
Toma su nombre por la ciudad de Mánchester donde fue expuesta por primera vez. Atribuida a Miguel Ángel y datada al principio de su actividad pictórica, los dos niños parecen mostrar la derivación posterior de los putti de la bóveda de la Capilla Sixtina y las figuras de la Virgen y la del Niño Jesús se parecen a las efectuadas por Miguel Ángel en mármol, en la también posterior Madonna de Brujas. El roto del vestido de María que deja al descubierto un seno, se atribuye al antiguo tema de la «Virgen de la leche».